# 28715 Garimella
28715 Garimella este un asteroid din centura principală de asteroizi.

## Descriere
28715 Garimella este un asteroid din centura principală de asteroizi. A fost descoperit pe 7 aprilie 2000 la Socorro, New Mexico, în cadrul proiectului LINEAR. Asteroidul prezintă o orbită caracterizată de o semiaxă mare de 2,79 ua, o excentricitate de 0,05 și o înclinație de 2,7° în raport cu ecliptica.